# Колдобская, Марина Дмитриевна
Марина Дмитриевна Колдобская (16 октября 1961, Ленинград, СССР) — русская художница, куратор, журналистка.

## Биография
В 1985 году окончила Мухинское училище по специальности «Дизайн».
Выставляться как свободная художница начала в середине 1980-х годов. Заявила о себе как живописец-экспрессионист, позднее увлеклась текстильным коллажем, объектом, инсталляцией.
В начале 1990-х годов была членом первой в постсоветской России женской арт-группы «Я люблю тебя, Жизнь!», сосредоточившей свою деятельность на артистических аспектах повседневности. Группа устраивала пикники, вечеринки, инсталляции на квартирах и в городской среде.
В середине  1990-х годов организовала женскую группу «Любимые люди», использовавшую традиции народного творчества в современном искусстве.
С середины 1990-х по 2000-е годы работала как журналист и став известным в Санкт-Петербурге арт-критиком. Сотрудничала в таких изданиях как газета «Смена» (колонка «Телепост»), журнал «Новый мир искусства», журнал «Новое время» (колонка «Наружное наблюдение»).
С 1999 по 2001 год работала директором петербургского Музея нонконформистского искусства в арт-центре «Пушкинская 10».

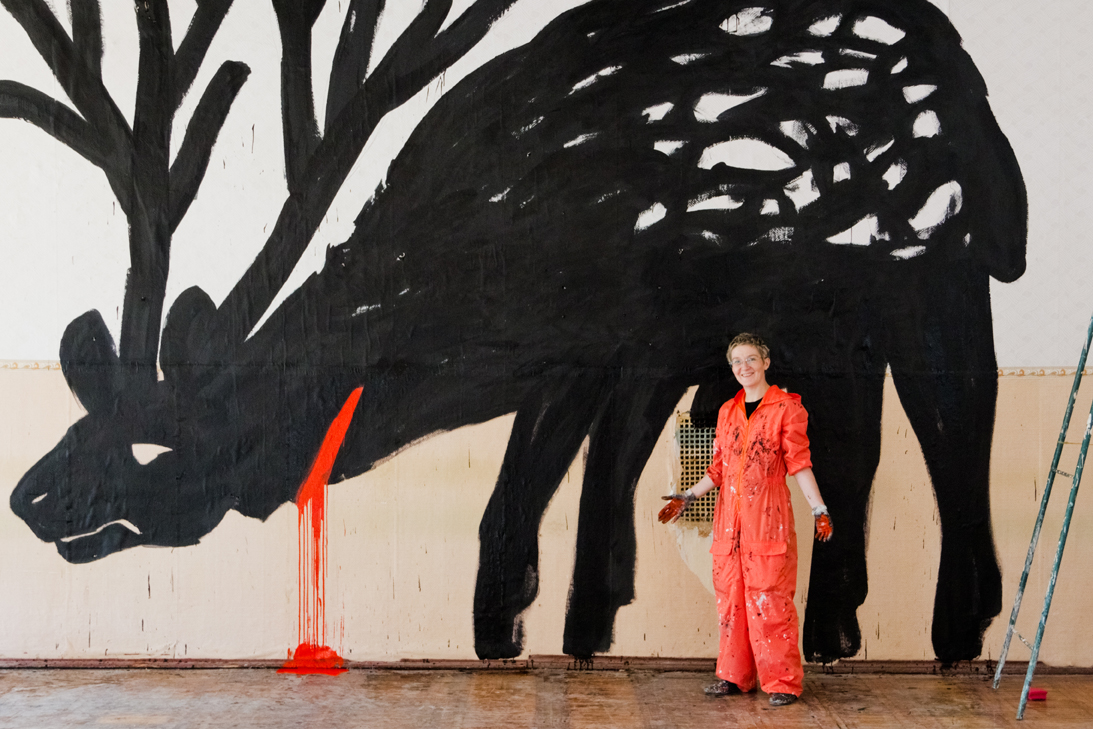
Настенная роспись "The End". Санкт-Петербург, 2012.

С 2003 по 2011 год была директором Петербургского филиала Государственного центра современного искусства.
В 2007 году совместно с Анной Франц основала медиалабораторию CYLAND.
Работы Марины Колдобской находятся в Эрмитаже, Музее политической истории России, Государственной Художественной Галерее Татарстана (Казань), Музее нонконформистского искусства, коллекции ЦВЗ Манеж (Санкт-Петербург), коллекции Музея современного искусства СПБГУ, коллекции Центра современного искусства им. Сергея Курёхина, фонда «Свободная культура», фонда CSAR (Венеция, Италия), Музея Angerlehner (Тальхайм-бай-Вельс, Австрия), Музея Kuoysei no Sato (Фукуока), многочисленных галереях, корпоративных и частных коллекциях по всему миру.

## Личная жизнь
Супруг – известный журналист, публицист, писатель Сергей Шелин.

## Кураторская деятельность
М. Колдобская является куратором разнообразных художественных проектов: 
- выставки «В поисках утраченной иконы» (1999), «Ай лав money» (1999), «Женское лицо петербургского искусства» (2000), «Петербургский нео-экспрессионизм» (2000)[6], «Hand Made» (2001);
- исследовательские проекты «Стерва века» (2000), «Время и Место» (2006);
- программы видеоарта «Кое-что о Власти» (2005), «Золото для народа» (2009), «ЧБ» (2010);
- фестиваль "Арт Медиа Форум" (2001);
- выставочно-образовательная программа «Актуальное искусство в Эрмитаже» (2004–2011);
- ежегодный фестиваль медиаискусства "КИБЕРФЕСТ" (2007–2014) и др.

## Членство в общественных и иных организациях
- Член ТЭИИ (Товарищества Экспериментального Изобразительного искусства) (1987–1999).
- Член Товарищества «Свободная культура» (Арт-центр Пушкинская-10) (с 1999).
- Член Коллегии Комитета по культуре администрации Санкт-Петербурга (2010–2011).
- Член Европейского культурного парламента[3].

## Персональные выставки
- 2020 — «Имя, семя, племя, пламя». Персональная выставка "Arts square gallery", Санкт-Петербург.
- 2018 — «Весна», монументальная роспись. Лофтпроект "Этажи", Санкт-Петербург.
- 2018 — «Цветы и Звери», галерея "Буксир", Липецк.
- 2018 — «Дикие вещи». Галерея коллекционного искусства DiDi, Санкт-Петербург.
- 2017 — «Простые вещи». Галерея «Роза Азора», Москва.
- 2017 — «Легкий жанр». Галерея Арт-Объект, Санкт-Петербург.
- 2017 — настенная роспись «Краденое Солнце», Галерея "Navicula Artis", Санкт-Петербург.
- 2017 — Cats@Rats. Галерея "Cub", Рига.
- 2017 — The Blots, Lisi Haemmerle Galerie, Брегенц.
- 2016 — «Простые вещи». Музей авангарда (дом В. М. Матюшина), Санкт-Петербург.
- 2015 — настенная роспись Cat & Rat  на ярмарке "Art Vilnius".
- 2015 — «Цветы и Звери». Галерея «Роза Азора», Москва.
- 2014  — настенная роспись "The End" на ярмарке "Art Vilnius".
- 2014 — Blood @ Roses, Lisi Haemmerle Galerie, Брегенц.
- 2014 — «Пестики-тычинки». Музей современного искусства СПБГУ, Санкт-Петербург[9].
- 2013 — «Немного Крови». Галерея Art.re.FLEX Gallery, Санкт-Петербург.
- 2013 — «Роза-Мимоза-Мак», Галерея «Роза Азора», Москва.
- 2012 — «Охота и Собирательство». Государственный Эрмитаж, Санкт-Петербург.
- 2012 — «Обратный отсчет». Музей Нонконформистского искусства, Санкт-Петербург.
- 2011 — настенная роспись Wordless на ярмарке "Art Vilnius", Вильнюс.
- 2010 — настенная роспись «Конец», проект "Конверсия", Санкт-Петербург.
- 2010 — «Красные Фишки». Галерея "Kremlin", Санкт-Петербург.
- 2009 — «Дорога на юг». Галерея «Ателье № 2», Винзавод, Москва[10].
- 2008 — «Красное и Черное». DO-галерея, Санкт-Петербург, — Frants Gallery Space, Нью-Йорк.
- 2008 — «Роза Это Роза Это Роза». Галерея "Альбом", Санкт-Петербург.
- 2008 — «Римские каникулы». Галерея "Люда", Санкт-Петербург.
- 2006 — «Без слов». Галерея «Белка и Стрелка», Санкт-Петербург[11].
- 2001 — «Агитфарфор». Митьки-ВХУТЕМАС, Санкт-Петербург.
- 1998 — «Цветы зла». Галерея «XXI век», Санкт-Петербург.
- 1998 — «Новая геральдика России». Митьки-ВХУТЕМАС, Санкт-Петербург.
- 1998 — «In God we trust». Navicula Artis, Санкт-Петербург.
- 1998 — «Счастливый дикарь». Галерея «XXI век», Санкт-Петербург.
- 1997 — «Новая геральдика России». Галерея Гельмана, Москва.
- 1997 — «Новая русская живопись». Галерея 103, Санкт-Петербург.
- 1997 — «Год Всеобщего Примирения и Согласия». Галерея Гельмана, Москва.
- 1995 — «Камуфляж». Галерея «21», Санкт-Петербург.
- 1994 — «Любимые люди» (совместно с М. Обуховой). Галерея 21, Санкт-Петербург. ЦСИ, галерея "Obscuri viri", ЦСИ, Москва.
- 1995 — «Моя Империя» (совместно с М. Обуховой), галерея Obscuri viri, выставочный зал на Солянке, Москва.
- 1994 — «Розы для меня». Галерея 103, Санкт-Петербург.
- 1993 — «Букет моей бабушки». Галерея Велта, Москва.

Подробнее см. Марина Колдобская. Избранные выставки, Марина Колдобская. Художница.

## Книги
- Счастливый дикарь. Персональный каталог Марины Колдобской. Санкт-Петербург, Нью-Йорк: Frants Gallery Space, 2011.
- Искусство в большом долгую. Избранные тексты об искусстве. С.-Петербург: НоМИ, 2007.
- Большая крокодила. Стихи и рисунки Марины Колдобской С.-Петербург: Красный матрос, 1999.
- Любимые Люди (в соавторстве с Мариной Обуховой). Москва: Галерея "OBSCURI VIRI", 1995.

## Галерея
|                        |                 |                      |  |  |  |
| Вечный Кайф (2003)     | Герои (2003)    | Принт «Весна» (2014) |  |  |  |
| Семь Роз (2015)        | Коррида (2015)  | Керамика (2016–2017) |  |  |  |
| Райское яблочко (2002) | Она идёт (2017) | Спираль (2017)       |  |  |  |